# Ronde van Frankrijk 2009/Twintigste etappe
De Twintigste etappe van de Ronde van Frankrijk 2009 werd verreden op zaterdag 25 juli 2009 over een afstand van 167 kilometer. De etappe liep van Montélimar naar de Mont Ventoux. Onderweg waren er twee tussensprinten, één beklimming van de vierde categorie en drie van de derde categorie. De aankomst was bergop in een beklimming van de buitencategorie.

## Verloop
In de twintigste etappe ging het peloton op weg naar de legendarische Mont Ventoux, de berg waar het altijd waait. De gebroeders Schleck hadden voor de etappe aangekondigd voor spektakel te zorgen door wederom aan te vallen. Ze dromen ervan om de eerste broers te worden die samen het tourpodium in Parijs betreden.
Onmiddellijk na de start kwam er al een aanval van 13 renners, het betrof Joost Posthuma, Juan Manuel Gárate, Albert Timmer, Cyril Lemoine, Tony Martin, Aljaksandr Koetsjynski, Anthony Geslin, Samuel Dumoulin, Hayden Roulston, Christophe Riblon, William Bonnet, Maxime Bouet en Daniele Righi. Even later wisten ook José Iván Gutiérrez, Mickaël Delage en Rubén Pérez de oversteek te maken. Voor de afdaling naar de Mont Ventoux hadden de zestien al een voorsprong van boven de tien minuten opgebouwd.

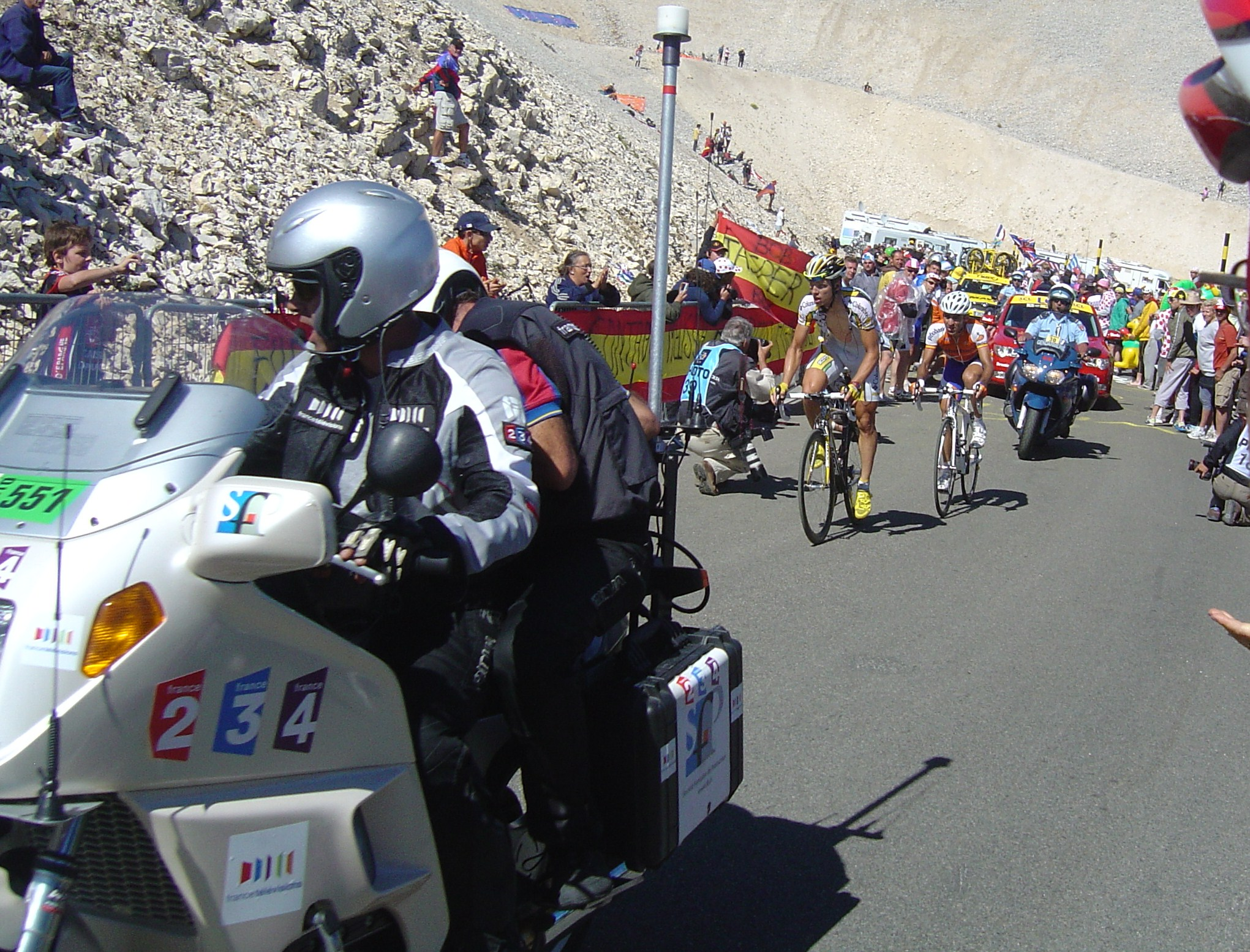
De koplopers Tony Martin en Juan Manuel Gárate tijdens de beklimming van de Mont Ventoux

Hier vond het peloton het echter welletjes. Door grote tempoversnellingen van Team Saxo Bank en Team Astana leken de vier minuten die van de voorsprong over waren aan de voet van de Ventoux weinig meer waard. Door een versnelling van Juan Manuel Gárate 18 kilometer voor de top viel de kopgroep uiteen, alleen Tony Martin en Christophe Riblon wisten bij de Spanjaard in het wiel te blijven. De aanvallen die de broertjes Schleck hadden beloofd, kwamen ook. Velen kraakten, maar velen konden toch aanhaken, de geletruidrager Alberto Contador pareerde de aanvallen met speels gemak. Contador en Andy Schleck, de nummers 1 en 2 van het klassement, konden zich uiteindelijk losmaken, alleen Vincenzo Nibali kon bijblijven. In de tweede groep met Lance Armstrong, die zich in het wiel van Fränk Schleck vastbeet, zaten ook nog Bradley Wiggins en Andreas Klöden. Met nog 6 kilometer tot de top reed nog steeds het drietal, met Raborenner Juan Manuel Gárate, op een minuut voorsprong van hun achtervolgers.
Andy Schleck merkte dat zijn inspanningen niet ten goede kwamen aan zijn broer en met het oog op het podium staakte hij zijn aanvallen. Hierdoor kon de groep van Armstrong en Fränk Schleck weer aansluiten bij de groep Contador en Andy Schleck. In de slotfase loerden ze meer naar elkaar dan dat ze oog hadden voor de ritzege op deze mythische berg. Hiervan profiteerden Tony Martin en Juan Manuel Gárate, Christophe Riblon was er inmiddels afgereden. Twee kilometer voor de top probeerde Garáte Martin te verrassen, maar de jonge Duitser kon weer bij de Spanjaard terugkomen. In de laatste meters was de Raborenner toch de sterkste en schudde hij Martin in de sprint van zich af. Hij bezorgde de geplaagde Rabobankploeg de broodnodige zege in deze tour. De klassementsrenners kwamen nagenoeg in dezelfde tijd binnen, alleen Fränk Schleck steeg een plek ten opzichte van Andreas Klöden.

### Bergsprint
| Beklimming Côte de Citelle na 14 km | Beklimming Côte de Citelle na 14 km | Beklimming Côte de Citelle na 14 km | 3e cat. 5,2 km à 3,9 % | 3e cat. 5,2 km à 3,9 % |
| Plaats                              | Naam                                | Naam                                | Punten                 |                        |
| Winnaar                             | Albert Timmer                       | Albert Timmer                       | 4                      |                        |
| 2                                   | Aljaksandr Koetsjynski              | Aljaksandr Koetsjynski              | 3                      |                        |
| 3                                   | Juan Manuel Gárate                  | Juan Manuel Gárate                  | 2                      |                        |
| 4                                   | Tony Martin                         | Tony Martin                         | 1                      |                        |

| Beklimming Col d'Ey na 65,5 km | Beklimming Col d'Ey na 65,5 km | Beklimming Col d'Ey na 65,5 km | 3e cat. 6,7 km à 4,8 % | 3e cat. 6,7 km à 4,8 % |
| Plaats                         | Naam                           | Naam                           | Punten                 |                        |
| Winnaar                        | Aljaksandr Koetsjynski         | Aljaksandr Koetsjynski         | 4                      |                        |
| 2                              | Juan Manuel Gárate             | Juan Manuel Gárate             | 3                      |                        |
| 3                              | Tony Martin                    | Tony Martin                    | 2                      |                        |
| 4                              | Albert Timmer                  | Albert Timmer                  | 1                      |                        |

| Beklimming Col de Fontaube na 87 km | Beklimming Col de Fontaube na 87 km | Beklimming Col de Fontaube na 87 km | 4e cat. 4,7 km à 4,2 % | 4e cat. 4,7 km à 4,2 % |
| Plaats                              | Naam                                | Naam                                | Punten                 |                        |
| Winnaar                             | Daniele Righi                       | Daniele Righi                       | 3                      |                        |
| 2                                   | Albert Timmer                       | Albert Timmer                       | 2                      |                        |
| 3                                   | Juan Manuel Gárate                  | Juan Manuel Gárate                  | 1                      |                        |

| Beklimming Col des Abeilles na 121,5 km | Beklimming Col des Abeilles na 121,5 km | Beklimming Col des Abeilles na 121,5 km | 3e cat. 7,7 km à 4 % | 3e cat. 7,7 km à 4 % |
| Plaats                                  | Naam                                    | Naam                                    | Punten               |                      |
| Winnaar                                 | Juan Manuel Gárate                      | Juan Manuel Gárate                      | 4                    |                      |
| 2                                       | Tony Martin                             | Tony Martin                             | 3                    |                      |
| 3                                       | Joost Posthuma                          | Joost Posthuma                          | 2                    |                      |
| 4                                       | Mickaël Delage                          | Mickaël Delage                          | 1                    |                      |

| Beklimming Mont Ventoux na 167 km | Beklimming Mont Ventoux na 167 km | Beklimming Mont Ventoux na 167 km | HC cat. 21,1 km à 7,6 % | HC cat. 21,1 km à 7,6 % |
| Plaats                            | Naam                              | Naam                              | Punten                  |                         |
| Winnaar                           | Juan Manuel Gárate                | Juan Manuel Gárate                | 40                      |                         |
| 2                                 | Tony Martin                       | Tony Martin                       | 36                      |                         |
| 3                                 | Andy Schleck                      | Andy Schleck                      | 32                      |                         |
| 4                                 | Alberto Contador                  | Alberto Contador                  | 28                      |                         |
| 5                                 | Lance Armstrong                   | Lance Armstrong                   | 24                      |                         |
| 6                                 | Fränk Schleck                     | Fränk Schleck                     | 20                      |                         |
| 7                                 | Roman Kreuziger                   | Roman Kreuziger                   | 16                      |                         |
| 8                                 | Franco Pellizotti                 | Franco Pellizotti                 | 14                      |                         |
| 9                                 | Vincenzo Nibali                   | Vincenzo Nibali                   | 12                      |                         |
| 10                                | Bradley Wiggins                   | Bradley Wiggins                   | 10                      |                         |

### Tussensprints
| Tussensprint Les Pilles na 48 km |                   |        |
| Plaats                           | Naam              | Punten |
| Winnaar                          | Samuel Dumoulin   | 6      |
| 2                                | Albert Timmer     | 4      |
| 3                                | Christophe Riblon | 2      |

| Tussensprint Mormoiron na 138,5 km |                        |        |
| Plaats                             | Naam                   | Punten |
| Winnaar                            | Mickaël Delage         | 6      |
| 2                                  | Aljaksandr Koetsjynski | 4      |
| 3                                  | Samuel Dumoulin        | 2      |

## Uitslag
| Rang | Renner             | Land                | Ploeg          | Tijd     |
| ---- | ------------------ | ------------------- | -------------- | -------- |
| 1    | Juan Manuel Gárate | Spanje              | Rabobank       | 4u39'21" |
| 2    | Tony Martin        | Duitsland           | Team Columbia  | op 0'03" |
| 3    | Andy Schleck       | Luxemburg           | Team Saxo Bank | op 0'38" |
| 4    | Alberto Contador   | Spanje              | Astana         | z.t.     |
| 5    | Lance Armstrong    | Verenigde Staten    | Astana         | op 0'41" |
| 6    | Fränk Schleck      | Luxemburg           | Team Saxo Bank | op 0'43" |
| 7    | Roman Kreuziger    | Tsjechië            | Liquigas       | op 0'46" |
| 8    | Franco Pellizotti  | Italië              | Liquigas       | op 0'56" |
| 9    | Vincenzo Nibali    | Italië              | Liquigas       | op 0'58" |
| 10   | Bradley Wiggins    | Verenigd Koninkrijk | Team Garmin    | op 1'03" |

## Strijdlustigste renner
| Renner      | Land      | Ploeg         |
| ----------- | --------- | ------------- |
| Tony Martin | Duitsland | Team Columbia |

## Algemeen klassement
| Rang | Renner                | Land                | Ploeg              | Tijd      |
| ---- | --------------------- | ------------------- | ------------------ | --------- |
|      | Alberto Contador      | Spanje              | Astana             | 81u46'17" |
| 2    | Andy Schleck          | Luxemburg           | Team Saxo Bank     | op 4'11"  |
| 3    | Lance Armstrong       | Verenigde Staten    | Astana             | op 5'24"  |
| 4    | Bradley Wiggins       | Verenigd Koninkrijk | Team Garmin        | op 6'01"  |
| 5    | Fränk Schleck         | Luxemburg           | Team Saxo Bank     | op 6'04"  |
| 6    | Andreas Klöden        | Duitsland           | Astana             | op 6'42"  |
| 7    | Vincenzo Nibali       | Italië              | Liquigas           | op 7'35"  |
| 8    | Christian Vande Velde | Verenigde Staten    | Team Garmin        | op 12'04" |
| 9    | Roman Kreuziger       | Tsjechië            | Liquigas           | op 14'16" |
| 10   | Christophe Le Mével   | Frankrijk           | Française des Jeux | op 14'25" |

## Nevenklassementen

### Puntenklassement
| Rang | Renner         | Land                | Ploeg         | Punten |
| ---- | -------------- | ------------------- | ------------- | ------ |
|      | Thor Hushovd   | Noorwegen           | Cervélo       | 260    |
| 2    | Mark Cavendish | Verenigd Koninkrijk | Team Columbia | 235    |
| 3    | Gerald Ciolek  | Duitsland           | Team Milram   | 148    |

### Bergklassement
| Rang | Renner            | Land   | Ploeg             | Punten |
| ---- | ----------------- | ------ | ----------------- | ------ |
|      | Franco Pellizotti | Italië | Liquigas          | 210    |
| 2    | Egoi Martínez     | Spanje | Euskaltel-Euskadi | 135    |
| 3    | Alberto Contador  | Spanje | Team Astana       | 126    |

### Jongerenklassement
| Rang | Renner          | Land      | Ploeg          | Tijd      |
| ---- | --------------- | --------- | -------------- | --------- |
|      | Andy Schleck    | Luxemburg | Team Saxo Bank | 81u50'28" |
| 2    | Vincenzo Nibali | Italië    | Liquigas       | op 03'24" |
| 3    | Roman Kreuziger | Tsjechië  | Liquigas       | op 10'05" |

### Ploegenklassement
| Rang | Ploeg          | Land             | Tijd       |
| ---- | -------------- | ---------------- | ---------- |
|      | Astana         | Kazachstan       | 243u56'04" |
| 2    | Team Garmin    | Verenigde Staten | op 22'35"  |
| 3    | Team Saxo Bank | Denemarken       | op 28'34"  |

1e etappe ·
2e etappe ·
3e etappe ·
4e etappe ·
5e etappe ·
6e etappe ·
7e etappe ·
8e etappe ·
9e etappe ·
10e etappe ·
11e etappe ·
12e etappe ·
13e etappe ·
14e etappe ·
15e etappe ·
16e etappe ·
17e etappe ·
18e etappe ·
19e etappe ·
20e etappe ·
21e etappe
Startlijst · Eindstanden · Afbeeldingen